# Mickes båt
Mickes båt är en svensk TV-dokumentär som hade premiär på SVT Play den 19 september 2023 och består av sex avsnitt.
Dokumentären handlar om hur journalisten Micke Leijnegard rustar upp en gammal träbåt, som han fått i gåva. Båten, en kabinbåt från 1956 från Johansson & Son Båtbyggeri i Holmsund, har legat på land i två år, och Micke, som är ny som träbåtsägare, har två månader på sig att få båten redo för sjösättning. Med hårt slit och hjälp med råd av kunniga personer genomförs projektet.
Filmen är inspelad på Heleneborgs båtklubb i Stockholm.